# 新巴796C線
新巴796C線是香港一條已取消的巴士路線，來往清水灣半島及蘇屋邨。
新巴796E線是香港一條已取消的巴士路線，由將軍澳工業邨往蘇屋邨，只於星期一至五早上及下午繁忙時間服務，途經九龍灣商貿區，為796C線的特別班次，是新巴首條以「E」字作結尾的路線，屬繁忙時間特別路線。

## 歷史
1999年，運輸署邀請本地4家專利巴士公司競投包括本線在內的七條將軍澳南巴士路線，結果由新巴投得，當時其董事總經理形容這是新巴衝出港島區的第一步，是一個「新地盤」。
本線在原定計劃的2001年底正式開辦，起訖點分別由原定的將軍澳站和荔枝角，改為開辦時的寶盈花園和蘇屋，票價亦因行車路線縮短，由原本的每程$9.0降至$7.5。行車路線方面，途經將軍澳隧道和觀塘繞道使行車時間大大降低，往返將軍澳新市鎮和九龍心臟地帶的旺角區可以在30分鐘內完成。當年，新巴為本線設計的車身廣告就以獵豹為主角，寓意乘搭本線可以快速到達目的地。
開辦首年，本線主要為寶盈花園、唐明苑和彩明苑一帶居民服務，由於與服務尚德邨的九龍巴士296C線在路線上存在重疊，故此客量未如想像般理想，班次一直維持在15分鐘左右開出一班。2002年8月18日，地鐵（今港鐵）將軍澳綫正式通車後，使部份本線乘客流失，有見客量有所下降，新巴決定簡化行車路線，能夠服務原有乘客之餘，又能加快區內行車時間。
為進一步開拓客源，本線先後與西九龍專線新巴701線和702線，以及將軍澳九龍專線新巴792M線、796S線和797M線增設八達通轉乘優惠，並從2008年起延長至西九龍填海區上的南昌站，及設立九龍區內首個八達通巴士雙向分段收費，繼續為將軍澳新市鎮乘客服務外，亦積極拓展來往九龍西及中部市場。雖然太子道東往將軍澳站的一段受到专线小巴110线的竞争，但本线的车费较低（专线小巴110线收费为$8.4），所以影响不大。
不過自從來往海麗邨至青山道、永隆街的專線小巴44S線於2011年11月13日投入服務後，取代了本線來往西九龍新區至長沙灣一帶的角色，以致該路段的客量受到打擊而一直偏低。故此新巴於《2012-2013年西貢區巴士路線發展計劃》中，建議九龍區總站還原至蘇屋邨，但計劃最終沒有實行；翌年的路線發展計劃，此項建議再度被提出，同時建議將軍澳區總站由將軍澳站延長至清水灣半島，以改善清水灣半島的對外巴士服務（因服務該屋苑至西九龍的98S，祇於星期一至五繁忙時間提供單向服務，其餘時間需採用轉乘方可前往），配套同時包括796S線縮短至將軍澳鐵路站，及798線加密班次。建議獲西貢區議會通過，於2014年2月9日起實施，本路線改為來往清水灣半島至蘇屋，不再服務西九龍新區。原有來往將軍澳南至西九龍新區的服務，則由本路線與新巴西九龍路線701、702線的八達通轉乘優惠取代。
本路線曾一度是新巴眾非過海路線中，行車里數最長的一條（於2014年2月9日更改路線前，全程行車里數22.9公里），但由2010年10月10日起，這個紀錄被當日開辦的798線以全長27公里打破。另外，2013年3月17日九巴加價，本路線的主要競爭對手九巴296C線收費由$7.5加至$7.9，與本路線收費打成平手；2014年7月6日九巴再次加價，九巴296C線收費由$7.9加至$8.3，比本線收費還要貴，出現新巴的特快路線比九巴的普通路線收費更便宜的局面，為巴士路線中罕有，296C及後於2016年改經亞皆老街天橋與九龍城天橋後方升格為特快路線。直到2019年1月20日起，本線加價至$8.3，才打破局面，與該路線收費再度打成平手。及後2021年4月4日四間專營巴士公司加價，但新巴加幅超過九巴，使車費差距再次擴大。

### 年表
- 1999年11月30日：運輸署助理署長宣布，新巴得到包括本線在內的七條將軍澳九龍專線的經營權。
- 2001年9月10日：按照原定時間投入服務，來往將軍澳寶盈花園及長沙灣蘇屋邨，成人全程收費$7.5。
- 2002年8月11日：總站由寶盈花園遷往新落成的將軍澳站公共運輸交匯處。
- 2004年10月31日：簡化將軍澳區行車路線，往蘇屋邨方向改經寶邑路及往將軍澳方向改經將軍澳中心對出的寶順路，來回程改以順時針先後途徑翠嶺路西行線及景嶺路取代翠嶺路東行線，調景嶺段來回均依次停靠調景嶺站、彩貴閣及健明邨，並於寶邑路近將軍澳廣場及寶盈花園加設分站。
- 2005年5月1日：為滿足民意，往蘇屋方向恢復駛經唐賢街，使調景嶺段來回程走線完全相同。
- 2006年10月3日：往將軍澳方向取消繞經彩明街。
- 2008年1月14日：九龍區總站由蘇屋遷往南昌站，繞經西九龍新區（碧海藍天及海麗邨一帶），並增設南昌站來往太子道東的八達通雙向分段收費$4.3，(往深水埗原先太子道東上車收$5.6，彌敦道上車收$4.3)。往南昌站方向，依原有路線行駛至保安道後，改經興華街、興華街西及深旺道；而往將軍澳站方向，則途經深旺道、興華街西、興華街、荔枝角道、大南西街及青山道，至東京街交界返回原線[2]。
- 2008年6月8日：首次調整車資，成人全程收費由$7.5增至$7.9。
- 2011年7月5日：配合新巴702線服務改動，本線增設南昌站往永隆街及營盤街往南昌站的分段收費$3.4[3]。
- 2012年9月29日：南昌站公共運輸交匯處因物業發展而停用，本線縮短至深水埗（東京街）[4]，並成為該站首條轉右入站，轉左出站的巴士路線。
- 2014年2月9日：改為來往清水灣半島至蘇屋邨，不再服務西九龍新區，再度以蘇屋為終點站[1]。
- 2014年11月9日：往蘇屋方向將改經長沙灣道及東京街，取代白楊街、大埔道及元州街原線；往清水灣半島方向將改經連接亞皆老街及太子道西的天橋[5]。
- 2017年9月25日：
  - 796E線投入服務[6]。
  - 除星期一至五10:00前往清水灣半島之班次外，796C大幅修改將軍澳市中心一帶的走線：[7]
    - 所有往蘇屋方向班次駛至寶邑路後，改經至善街返回唐俊街原有路線，並取消寶邑路「寶盈花園」站，改停至善街「怡明邨」、「播道書院」及唐俊街「天晉II」站；
    - 星期一至五早上10:00後、星期六、日及公眾假期全日往將軍澳方向駛至唐俊街後，直駛往至善街返回寶邑路原有路線，改停唐俊街「寶盈花園」和至善街「播道書院」站，並取消寶邑路「將軍澳廣場」站。
- 2018年2月12日：增設實時抵站時間查詢服務。[8]
- 2019年1月20日：本線加價，由$7.9加至$8.3。
- 2019年12月30日：796E線星期一至五由將軍澳工業邨開出的班次增至4班，分別是07:05、07:30、07:55、08:20；同時增設星期一至五17:35由蘇屋開出的班次，將軍澳區內走線與796X相若，但駛至總站會直接終結行程，中途不會繞經電視廣播城[9]。
- 2020年10月2日：往將軍澳方向加停將軍澳隧道巴士轉乘站，並增設八達通轉乘優惠。[10]
- 2021年4月26日：796E線星期一至五07:30由將軍澳工業邨開出的班次提早5分鐘開出，以及17:35由蘇屋開出的班次，繞經消防及救護學院[11]。
- 2021年5月1日：往九龍方向加停將軍澳隧道巴士轉乘站，並增設八達通轉乘優惠。[12]
- 2022年8月21日：796C及796E線取消，被併入793線，改為來往將軍澳工業邨至蘇屋，來回經九龍灣商貿區。[13]

## 服務時間及班次
796C
| 清水灣半島開     | 清水灣半島開 | 清水灣半島開 | 蘇屋邨開         | 蘇屋邨開    | 蘇屋邨開     |
| 日期             | 服務時間     | 班次（分鐘） | 日期             | 服務時間    | 班次（分鐘） |
| ---------------- | ------------ | ------------ | ---------------- | ----------- | ------------ |
| 星期一至五       | 05:30-06:30  | 20           | 星期一至五       | 06:15-07:15 | 20           |
| 星期一至五       | 06:30-07:02  | 16           | 星期一至五       | 07:40       | 07:40        |
| 星期一至五       | 07:27、07:51 | 07:27、07:51 | 星期一至五       | 08:00-09:15 | 25           |
| 星期一至五       | 08:20-10:00  | 25           | 星期一至五       | 09:15-09:55 | 20           |
| 星期一至五       | 10:00-16:40  | 20           | 星期一至五       | 10:15-17:15 | 20           |
| 星期一至五       | 16:40-21:15  | 25           | 星期一至五       | 17:28       | 17:28        |
| 星期一至五       | 21:15-22:15  | 20           | 星期一至五       | 17:45-18:25 | 20           |
| 星期一至五       | 22:15-23:30  | 25           | 星期一至五       | 18:25-21:55 | 15           |
|                  |              |              | 星期一至五       | 21:55-00:15 | 20           |
| 星期六           | 05:30        | 05:30        | 星期六           | 06:15-07:15 | 20           |
| 星期六           | 05:55-09:35  | 20           | 星期六           | 07:15-08:30 | 25           |
| 星期六           | 09:35-14:50  | 15           | 星期六           | 08:30-12:50 | 20           |
| 星期六           | 14:50-19:50  | 20           | 星期六           | 12:50-21:50 | 15           |
| 星期六           | 19:50-23:10  | 25           | 星期六           | 21:50-23:50 | 20           |
| 星期六           | 23:30        | 23:30        | 星期六           | 00:15       | 00:15        |
| 星期日及公眾假期 | 05:30-07:10  | 25           | 星期日及公眾假期 | 06:15-08:20 | 25           |
| 星期日及公眾假期 | 07:10-09:50  | 20           | 星期日及公眾假期 | 08:20-11:40 | 20           |
| 星期日及公眾假期 | 09:50-13:00  | 19           | 星期日及公眾假期 | 12:05       | 12:05        |
| 星期日及公眾假期 | 13:00-14:00  | 15           | 星期日及公眾假期 | 12:30-14:10 | 20           |
| 星期日及公眾假期 | 14:00-19:00  | 20           | 星期日及公眾假期 | 14:10-21:55 | 15           |
| 星期日及公眾假期 | 19:00-23:10  | 25           | 星期日及公眾假期 | 21:55-00:15 | 20           |
| 星期日及公眾假期 | 23:30        |              |                  |             |              |

- 橙字班次不經至善街

796E
- 星期一至五：
  - 將軍澳工業邨開：07:05、07:25、07:55、08:20
  - 蘇屋邨開：17:35

星期六、日及公眾假期不設服務。
- 綠字班次繞經消防及救護學院

## 收費
| 路線 | 全程收費 | 分段收費 |
| ---- | -------- | --- |
| 796C | $9.4     | - 采頤花園往蘇屋邨：$5.5 - 蘇屋邨往景泰街或之前：$5.5 - 富豪東方酒店往清水灣半島：$8.9 - 將軍澳隧道轉車站往清水灣半島：$7.4 - 調景嶺站往清水灣半島：$4.1                           |
| 796E | $11.7    | - 麗晶花園往蘇屋邨：$5.5 - 太子站往將軍澳工業邨／清水灣半島往蘇屋邨：$9.4 - 富豪東方酒店往將軍澳工業邨：$8.9 - 將軍澳隧道轉車站往將軍澳工業邨：$7.4 - 調景嶺站往將軍澳工業邨：$4.1 |

| - 本線設有12歲以下小童及65歲或以上長者半價優惠。 - 65歲或以上香港居民使用「樂悠咭」，以及12歲以下合資格殘疾兒童使用「殘疾人士身份」個人八達通繳付車資，均可享有每程$2.0或半價（以較低者為準）的票價優惠；12至64歲合資格殘疾人士使用「殘疾人士身份」個人八達通（包括「樂悠咭」），以及60至64歲香港居民使用「樂悠咭」繳付車資，均可享有每程$2.0或全費（以較低者為準）的票價優惠。 - 65歲或以上長者如使用長者或一般個人八達通繳付車資，則只可享有半價優惠；12至64歲合資格殘疾人士如不使用「殘疾人士身份」個人八達通，以及60至64歲人士如不使用「樂悠咭」繳付車資，必須繳付全費。 - 乘客可以現金或八達通於上車時付款，不設找續。 - 每位成人乘客可免費攜帶最多兩名4歲以下而不佔座位的兒童乘客乘車，超額之4歲以下小童必須繳付小童車費乘車。 - 九龍巴士、城巴及龍運巴士全職員工及家屬（不包括外判職員）可免費乘搭本路線，惟必須拍職員或職員家屬八達通。 - 乘客亦可使用AlipayHK「易乘碼」、支付寶、 WeChatHK／微信支付「搭車碼」、銀聯雲閃付「乘車碼」及BOC Pay「乘車碼」、具有感應式支付功能的VISA、Mastercard及銀聯卡，以及Apple Pay、Google Pay及Samsung Pay流動支付平台繳付車資。使用此支付方式的乘客可享有中途下車之分段收費，以及與其他城巴獨營路線或聯營線城巴班次之轉乘優惠，惟不適用於與非城巴路線之轉乘優惠。使用此支付方式的乘客亦不能享有「公共交通費用補貼計劃」及「長者及合資格殘疾人士公共交通票價優惠計劃」。 - 帶粗體字者為雙向分段收費，乘客必須使用八達通或指定交通二維碼繳費，並於下車前再次確認八達通或掃瞄二維碼，方可享有分段收費優惠。 |

## 使用車輛
本線開辦時由當年專門為將軍澳路線購入的富豪超級奧林比安12米（5001-5103）掛帥，之後丹尼士三叉戟三型12米（1001-1190、3001-3062、1210-1221）也陸續加入行走本線，但數量比前者少。
隨著新巴將軍澳車廠永久新址於2013年2月1日起啟用，由於新廠設有AdBlue設備，由2013年3月起，新巴開始派出配置歐盟四型／五型引擎的亞歷山大丹尼士Enviro 500（5500-5582）行走本線，進一步加強本線的服務。
時至今日，亞歷山大丹尼士Enviro 500 12米（5500-5582）和亞歷山大丹尼士Enviro 500 MMC（5583-5839）為本線主力，亞歷山大丹尼士Enviro 500 MMC 11.3米（40**）等也間中支援本線。
2015年底政府實施市區專營巴士低排放區政策，本路線成為唯一一條途經低排放區的的新巴「將軍澳九龍專線」。

## 行車路線
796C
清水灣半島開經：蓬萊路、環保大道、寶邑路、至善街、唐俊街、將軍澳站公共運輸交匯處、唐德街、唐賢街、唐明街、寶順路、翠嶺路、景嶺路、調景嶺站公共運輸交匯處、景嶺路、彩明街、景嶺路、寶順路、將軍澳隧道公路、將軍澳隧道、將軍澳道、觀塘繞道、太子道東、太子道西、亞皆老街、彌敦道、長沙灣道、東京街、保安道及長發街。
蘇屋開經：廣利道、長發街、保安道、興華街、青山道、大埔道、白楊街、長沙灣道、彌敦道、旺角道、洗衣街、亞皆老街、亞皆老街天橋、亞皆老街、太子道西、太子道東、觀塘繞道、將軍澳道、將軍澳隧道、將軍澳隧道公路、寶順路、翠嶺路、景嶺路、調景嶺站公共運輸交匯處、景嶺路、唐明街、唐俊街、至善街、寶邑路、環保大道、蓬萊徑及蓬萊路。
逢星期一至五（公眾假期除外）06:15-09:55由蘇屋邨開出的班次不經有粗體字之路段。
796E
將軍澳工業邨開經：駿宏街、環保大道、百勝角路、環保大道、蓬萊徑、蓬萊路、寶邑路、至善街、唐俊街、將軍澳站公共運輸交匯處、唐德街、唐賢街、唐明街、寶順路、翠嶺路、景嶺路、調景嶺站公共運輸交匯處、景嶺路、彩明街、迴旋處、彩明街、景嶺路、寶順路、將軍澳隧道公路、將軍澳隧道、將軍澳道、觀塘繞道、宏照道、啟祥道、偉業街、觀塘道、太子道東、太子道西、亞皆老街、彌敦道、長沙灣道、東京街、保安道及長發街
斜體字之路段祇限07:25由將軍澳工業邨開出的班次駛經。
蘇屋開經：廣利道、東京街、青山道、大埔道、白楊街、長沙灣道、彌敦道、旺角道、洗衣街、亞皆老街、亞皆老街天橋、亞皆老街、九龍城天橋、太子道東、觀塘道、偉業街、啟祥道、宏照道、常悅道、常怡道、宏照道、觀塘繞道、將軍澳道、將軍澳隧道、將軍澳隧道公路、寶順路、翠嶺路、景嶺路、調景嶺站公共運輸交匯處、景嶺路、唐明街、唐俊街、至善街、寶邑路、環保大道、百勝角路、環保大道及駿日街

### 沿線車站
796C
| 清水灣半島開 | 清水灣半島開           | 清水灣半島開           | 蘇屋邨開 | 蘇屋邨開               | 蘇屋邨開               |
| 序號         | 車站名稱               | 位置                   | 序號     | 車站名稱               | 位置                   |
| ------------ | ---------------------- | ---------------------- | -------- | ---------------------- | ---------------------- |
| 1            | 清水灣半島             | 清水灣半島巴士總站     | 1        | 蘇屋邨                 | 蘇屋巴士總站           |
| 2            | 怡明邨                 | 至善街                 | 2        | 蘇屋邨杜鵑樓           | 保安道                 |
| 3            | 播道書院               | 至善街                 | 3        | 長發街                 | 青山道                 |
| 4            | 天晉II                 | 唐俊街                 | 4        | 永隆街                 | 青山道                 |
| 5            | 將軍澳站               | 將軍澳站公共運輸交匯處 | 5        | 東京街                 | 青山道                 |
| 6            | 將軍澳天主教小學       | 唐賢街                 | 6        | 營盤街                 | 青山道                 |
| 7            | 調景嶺站               | 調景嶺站公共運輸交匯處 | 7        | 寶血醫院               | 青山道                 |
| 8            | 彩明苑彩貴閣           | 彩明街                 | 8        | 石硤尾街               | 大埔道                 |
| 9            | 健明邨                 | 景嶺路                 | 9        |                        | 大埔道                 |
| 10           | 將軍澳隧道巴士轉乘站   | 將軍澳隧道             | 10       | 太子站                 | 彌敦道                 |
| 11           | 采頤花園               | 太子道東               | 11       | 聯合廣場               | 彌敦道                 |
| 12           | 譽·港灣                | 太子道東               | 12       | 花園街街市             | 旺角道                 |
| 13           | 富豪東方酒店           | 太子道西               | 13       | 嘉道理道               | 亞皆老街               |
| 14           | 亞皆老街遊樂場         | 亞皆老街               | 14       | 中華電力公司           | 亞皆老街               |
| 15           | 九龍城警署             | 亞皆老街               | 15       | 九龍醫院主座及西翼大樓 | 亞皆老街               |
| 16           | 雅麗居                 | 亞皆老街               | 16       | 醫院管理局大樓         | 亞皆老街               |
| 17           | 九龍醫院主座及西翼大樓 | 亞皆老街               | 17       | 香港眼科醫院           | 亞皆老街               |
| 18           | 怡安閣                 | 亞皆老街               | 18       | 播道醫院               | 亞皆老街               |
| 19           | 太平道                 | 亞皆老街               | 19       | 富豪東方酒店           | 太子道東               |
| 20           | 通菜街                 | 亞皆老街               | 20       | 譽·港灣                | 太子道東               |
| 21           | 弼街                   | 彌敦道                 | 21       | 景泰街                 | 太子道東               |
| 22           | 太子站                 | 彌敦道                 | 22       | 將軍澳隧道巴士轉乘站   | 將軍澳隧道             |
| 23           | 楓樹街                 | 長沙灣道               | 23       | 調景嶺站               | 調景嶺站公共運輸交匯處 |
| 24           | 北河街                 | 長沙灣道               | 24       | 健明邨                 | 景嶺路                 |
| 25           | 怡靖苑                 | 長沙灣道               | 25       | 唐明苑                 | 唐明街                 |
| 26           | 長沙灣站               | 東京街                 | 26       | 唐明街公園             | 唐明街                 |
| 27           | 寶熙苑                 | 保安道                 | 27       | 佛教志蓮小學           | 唐俊街                 |
| 28           | 蘇屋邨海棠樓           | 長發街                 | 28*      | 寶盈花園               | 唐俊街                 |
| 29           | 蘇屋邨                 | 蘇屋巴士總站           | 29*      | 播道書院               | 至善街                 |
|              |                        |                        | #        | 將軍澳廣場             | 寶邑路                 |
| 30           | 清水灣半島             | 清水灣半島巴士總站     |          |                        |                        |

- 逢星期一至五（公眾假期除外）06:15-09:55由蘇屋邨開出的班次不停有*之車站，改停有#號之車站。

796E
| 將軍澳工業邨開 | 將軍澳工業邨開         | 將軍澳工業邨開             | 蘇屋邨開 | 蘇屋邨開             | 蘇屋邨開                   |
| 序號           | 車站名稱               | 位置                       | 序號     | 車站名稱             | 位置                       |
| -------------- | ---------------------- | -------------------------- | -------- | -------------------- | -------------------------- |
| 1              | 將軍澳工業邨           | 將軍澳工業邨公共運輸交匯處 | 1        | 蘇屋邨               | 蘇屋巴士總站               |
| 2              | 駿宏街                 | 駿宏街                     | 2        | 聖公會基愛小學       | 廣利道                     |
| 3              | 駿昌街                 | 環保大道                   | 3        | 順寧道               | 東京街                     |
| 4              | 日出康城領都           | 環保大道                   | 4        | 東京街               | 青山道                     |
| 5              | 日出康城首都           | 環保大道                   | 5        | 營盤街               | 青山道                     |
| ^              | 消防及救護學院         | 百勝角路                   | 6        | 寶血醫院             | 青山道                     |
| 6              | 百勝角                 | 環保大道                   | 7        | 石硤尾街             | 大埔道                     |
| 7              | 清水灣半島             | 蓬萊路                     | 8        |                      | 大埔道                     |
| 8              | 怡明邨                 | 至善街                     | 9        | 太子站               | 彌敦道                     |
| 9              | 播道書院               | 至善街                     | 10       | 聯合廣場             | 彌敦道                     |
| 10             | 天晉II                 | 唐俊街                     | 11       | 花園街街市           | 旺角道                     |
| 11             | 將軍澳站               | 將軍澳站公共運輸交匯處     | 12       | 嘉道理道             | 亞皆老街                   |
| 12             | 將軍澳天主教小學       | 唐賢街                     | 13       | 醫院管理局大樓       | 亞皆老街                   |
| 13             | 調景嶺站               | 調景嶺站公共運輸交匯處     | 14       | 香港眼科醫院         | 亞皆老街                   |
| 14             | 彩明苑彩貴閣           | 彩明街                     | 15       | 播道醫院             | 亞皆老街                   |
| 15             | 健明邨                 | 景嶺路                     | 16       | 富豪東方酒店         | 太子道東                   |
| 16             | 將軍澳隧道巴士轉乘站   | 將軍澳隧道                 | 17       | 譽·港灣              | 太子道東                   |
| 17             | 常悅道                 | 宏照道                     | 18       | 坪石邨               | 太子道東                   |
| 18             | 臨華街                 | 宏照道                     | 19       | 臨華街               | 宏照道                     |
| 19             | 麗晶花園               | 太子道東                   | 20       | 常悅道               | 常悅道                     |
| 20             | 采頤花園               | 太子道東                   | 21       | 將軍澳隧道巴士轉乘站 | 將軍澳隧道                 |
| 21             | 譽·港灣                | 太子道東                   | 22       | 調景嶺站             | 調景嶺站公共運輸交匯處     |
| 22             | 富豪東方酒店           | 太子道西                   | 23       | 健明邨               | 景嶺路                     |
| 23             | 亞皆老街遊樂場         | 亞皆老街                   | 24       | 唐明苑               | 唐明街                     |
| 24             | 九龍城警署             | 亞皆老街                   | 25       | 唐明街公園           | 唐明街                     |
| 25             | 雅麗居                 | 亞皆老街                   | 26       | 佛教志蓮小學         | 唐俊街                     |
| 26             | 九龍醫院主座及西翼大樓 | 亞皆老街                   | 27       | 寶盈花園             | 唐俊街                     |
| 27             | 怡安閣                 | 亞皆老街                   | 28       | 播道書院             | 至善街                     |
| 28             | 太平道                 | 亞皆老街                   | 29       | 蓬萊路               | 環保大道                   |
| 29             | 通菜街                 | 亞皆老街                   | 30       | 消防及救護學院       | 百勝角路                   |
| 30             | 弼街                   | 彌敦道                     | 31       | 百勝角               | 環保大道                   |
| 31             | 太子站                 | 彌敦道                     | 32       | 峻瀅                 | 環保大道                   |
| 32             | 楓樹街                 | 長沙灣道                   | 33       | MEGA Plus 數據中心   | 環保大道                   |
| 33             | 北河街                 | 長沙灣道                   | 34       | 大赤沙消防局         | 駿日街                     |
| 34             | 怡靖苑                 | 長沙灣道                   | 35       | 駿日街               | 駿日街                     |
| 35             | 長沙灣站               | 東京街                     | 36       | 將軍澳工業邨         | 將軍澳工業邨公共運輸交匯處 |
| 36             | 寶熙苑                 | 保安道                     |          |                      |                            |
| 37             | 蘇屋邨海棠樓           | 長發街                     |          |                      |                            |
| 38             | 蘇屋邨                 | 蘇屋巴士總站               |          |                      |                            |

- 07:25由將軍澳工業邨開出的班次加停有^號之車站。

## 使用狀況
本線在開辦初期曾經因將軍澳未有鐵路服務而有一段輝煌的日子。惟在地鐵（今港鐵）將軍澳綫通車後，本線客量有所流失，曾被新巴建議取消。但受惠於將軍澳南發展逐漸成熟，加上本線途經觀塘繞道，比296C線更快捷到達九龍城、旺角及深水埗等地，亦能服務該線未有覆蓋的調景嶺；而且本線來往長沙灣及新蒲崗之間車費比其他相近巴士線便宜，使本線的整體客量有明顯改善，繁忙時間不時「頂閘」。由於296C班次相對疏落，加上提速後，該線無法停靠亞皆老街絕大部分站點，因此兩線既有競爭又有分工的狀態，故兩線客量相當穩定。因爲296C只停靠觀塘道不途經九龍灣商貿區，加上將軍澳過去只有297全日途經，有見於此，新巴開辦796E特別班次，及後將途經九龍灣商貿區改為全日服務，並把796C及796E合併為793，同時分拆經西九龍走廊前往旺角的795X。